# 583 Klotilde
583 Klotilde је астероид главног астероидног појаса са пречником од приближно 81,64 .
Афел астероида је на удаљености од 3,684 астрономских јединица (АЈ) од Сунца, а перихел на 2,660 АЈ.
Ексцентрицитет орбите износи 0,161, инклинација (нагиб) орбите у односу на раван еклиптике 8,249 степени, а орбитални период износи 2064,139 дана (5,651 година).
Апсолутна магнитуда астероида је 9,01 а геометријски албедо 0,066.
Астероид је откривен 31. децембра 1905. године.